# ایزا چولاخیان

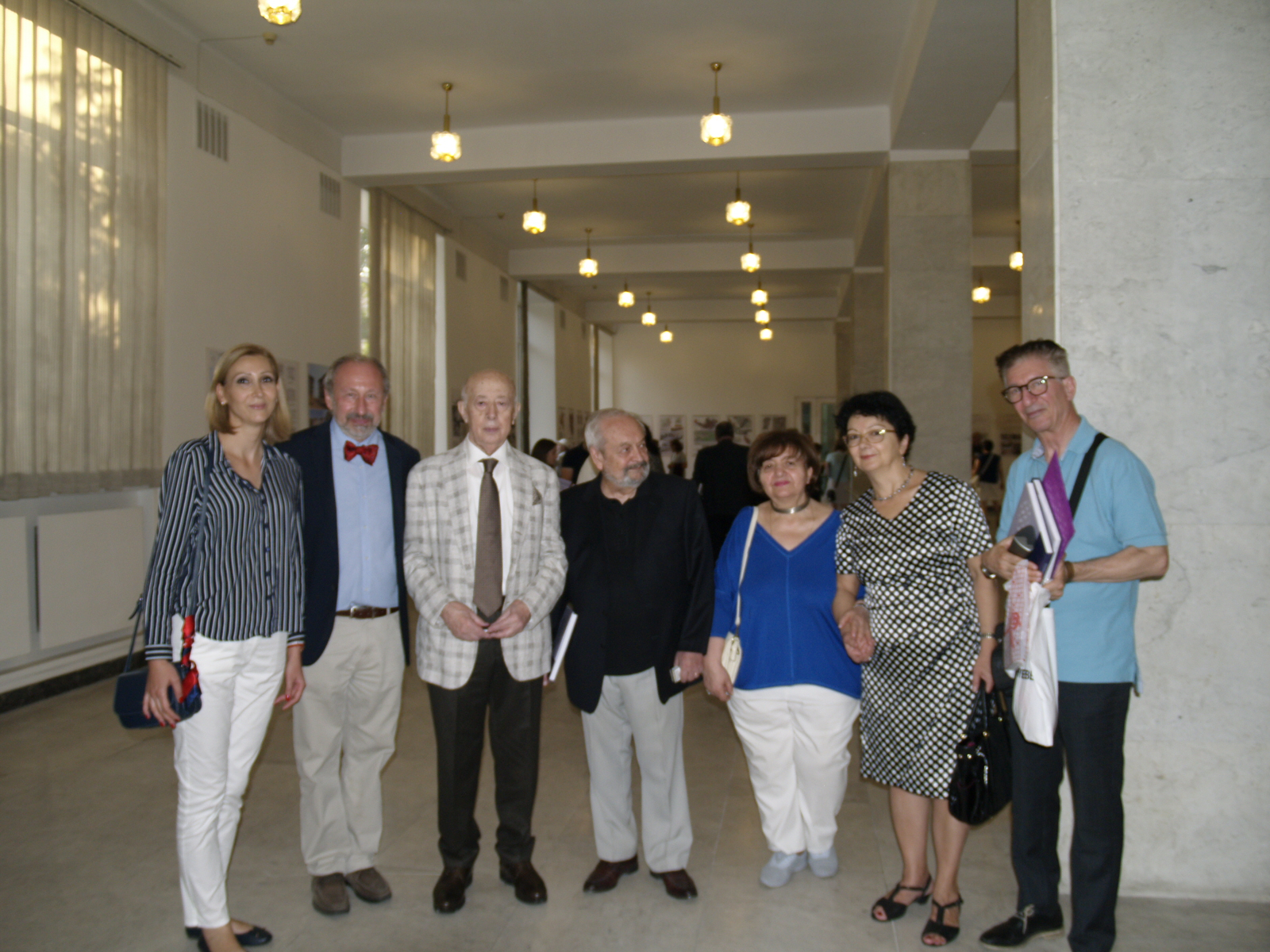
نفر سوم از راست

ایزا گورگنی چولاخیان (ارمنی: Իզա Գուրգենի Չոլախյան؛ انگلیسی: Isa Cholakhyan؛ زاده ۲۰ فوریهٔ ۱۹۳۶) معمار ارمنستان است.

## زندگی‌نامه
وی در ۲۰ فوریه ۱۹۳۶ در ایروان به دنیا آمد و از دانشگاه ملی پلی‌تکنیک ارمنستان (1959) فارغ‌التحصیل گشت. گورگن چولاخیان و هراچیا بوغوسیان پدر و همسر هستند. وی عضو اتحادیه معماران ارمنستان می‌باشد. 

## نگارخانه

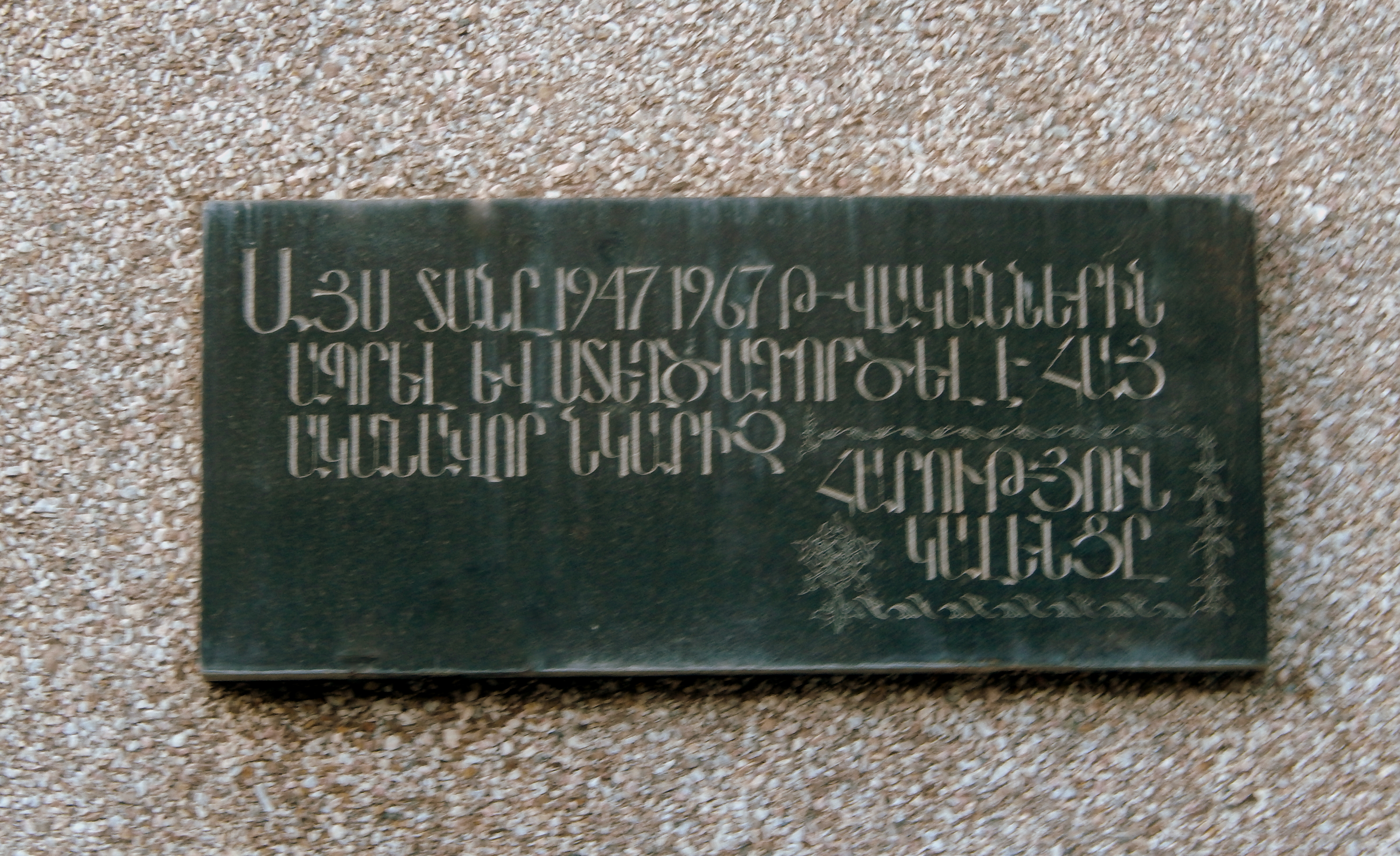
پلاک یادبود هاروتیون کالنتس در ایروان
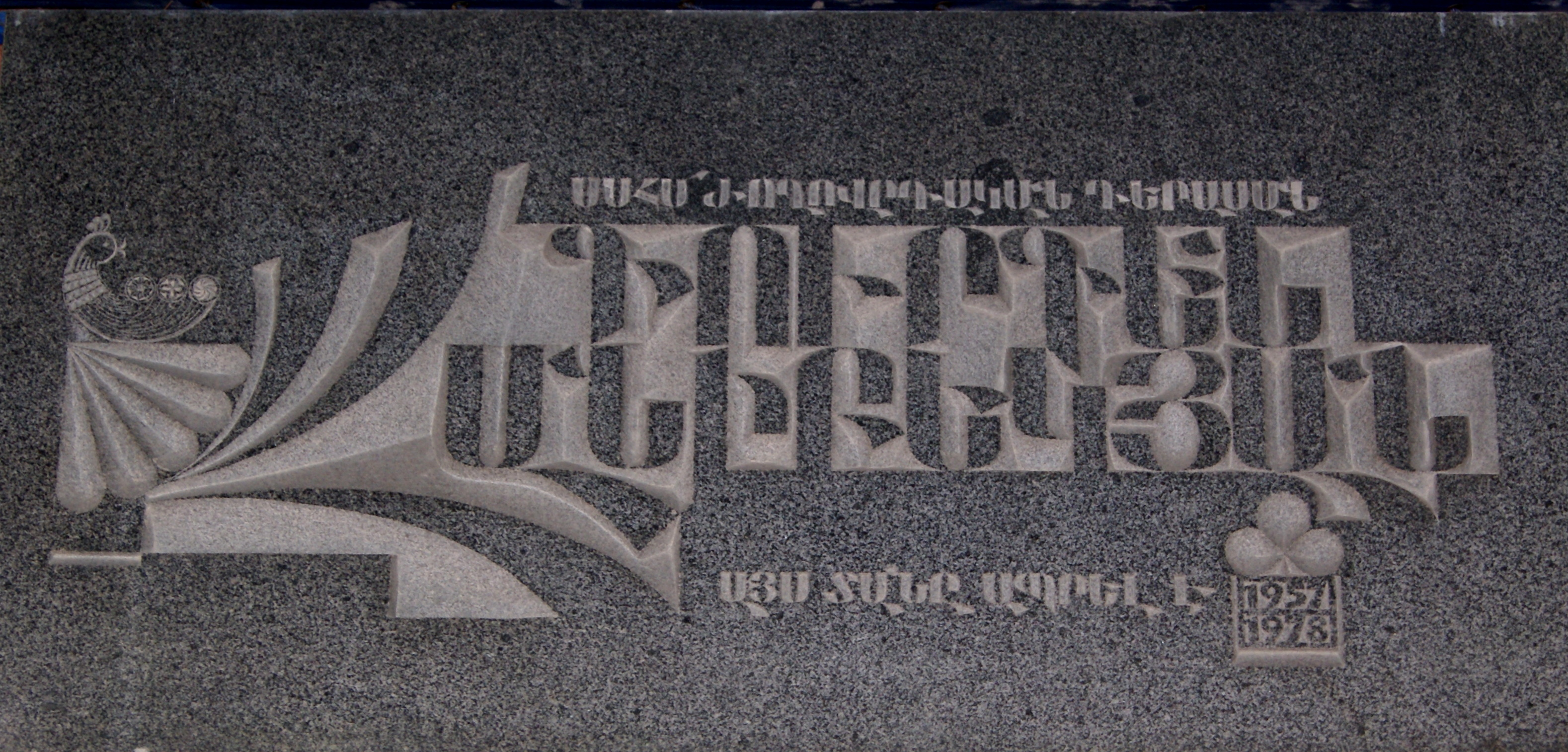
پلاک یادبود گورگن جانیبکیان در  خیابان تامانیان ایروان
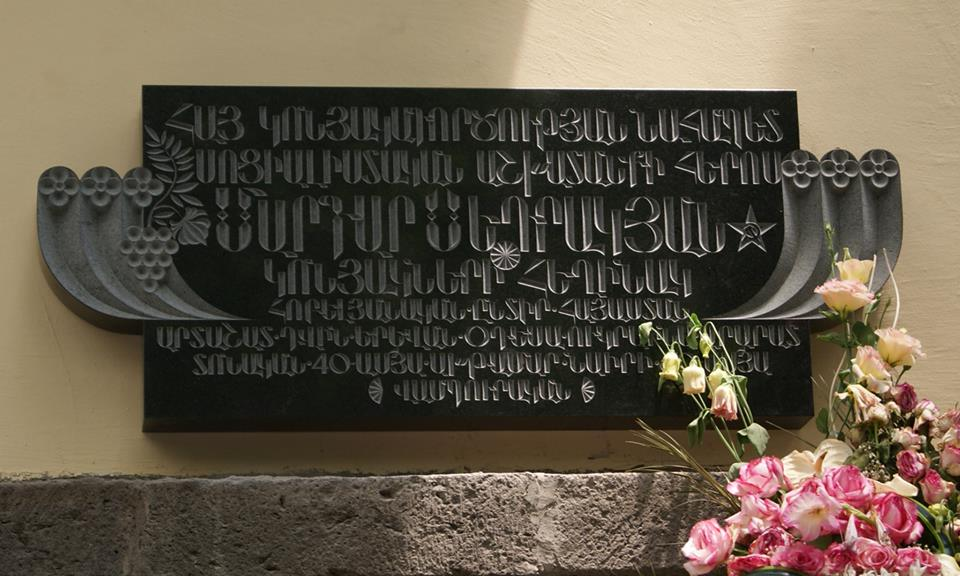
پلاک یادبود مارگار ستراکیان در شماره 25 خیابان سایات‌نووا ایروان